# Mérignac (Charente)
Pour les articles homonymes, voir Mérignac (homonymie).
Mérignac est une commune du Sud-Ouest de la France située dans le département de la Charente (région Nouvelle-Aquitaine).
Ses habitants sont les Mérignacais et les Mérignacaises.

## Géographie

### Localisation et accès
Mérignac est une commune de l'ouest du département de la Charente située à 8 km à l'est de Jarnac et à 19 km à l'ouest d'Angoulême.
Mérignac est aussi à 7 km à l'ouest d'Hiersac, 9 km au sud de Rouillac, 11 km au nord de Châteauneuf et 19 km à l'est de Cognac.
Cette importante commune est la plus orientale de son canton et la seconde en superficie.
La principale voie de communication est la route nationale 141 d'Angoulême à Cognac et Saintes, maillon occidental de la route Centre-Europe Atlantique, qui parcourt tout le sud de la commune. La D 18, route de Bassac à Échallat coupe cette dernière voie par un échangeur à l'important hameau de Bourras et traverse le bourg de Mérignac.
La gare la plus proche est celle de Jarnac, desservie par des TER à destination d'Angoulême, Cognac, Saintes et Royan.

### Hameaux, lieux-dits, et écart
Le bourg de Mérignac est un gros village.
L'important hameau de Villars, aussi appelé Villars-Marange, se trouve à l'extrémité orientale de la commune. Une partie de ce hameau appartient même à la commune voisine d'Échallat mais sa partie la plus importante est située sur la commune, autour du château.
Les autres hameaux sont Bourras et le Grand Bourras, Orlut (entre le bourg de Mérignac et Villars), Bois Renard (à l'est du bourg), Chatouflat (dans le sud de la commune, près de Bourras).
Les lieux-dits et fermes sont Moulin de Rambaud, le mon Garni, Montedoux, le Logis de Lafont, la Moufias, les Renardières, Grande Plante, les Crochettes.
Ecart : le Peu (touchant le bourg), la Lichère (touchant le bourg).

### Communes limitrophes
|                | Fleurac  | Échallat  |
| Foussignac     | Mérignac |           |
| Triac-Lautrait | Bassac   | Moulidars |

### Géologie et relief
Le sol de la commune est calcaire et appartient au Portlandien (Jurassique supérieur). Sur la bordure sud-ouest (sud de Bourras et de Chatouflat), on trouve le Purbeckien, ancienne zone lagunaire de la fin du Jurassique, marquant le début du Pays Bas à l'ouest, et riche en gypse,,.
La commune de Mérignac occupe une vaste plaine légèrement inclinée vers le sud-ouest. Le pays est peu boisé. Le point culminant est à une altitude de 101 m, situé sur la bordure nord-est. Le point le plus bas est à 23 m, situé sur la Guirlande en limite sud. Le bourg est à environ 45 m d'altitude.

### Hydrographie

#### Réseau hydrographique

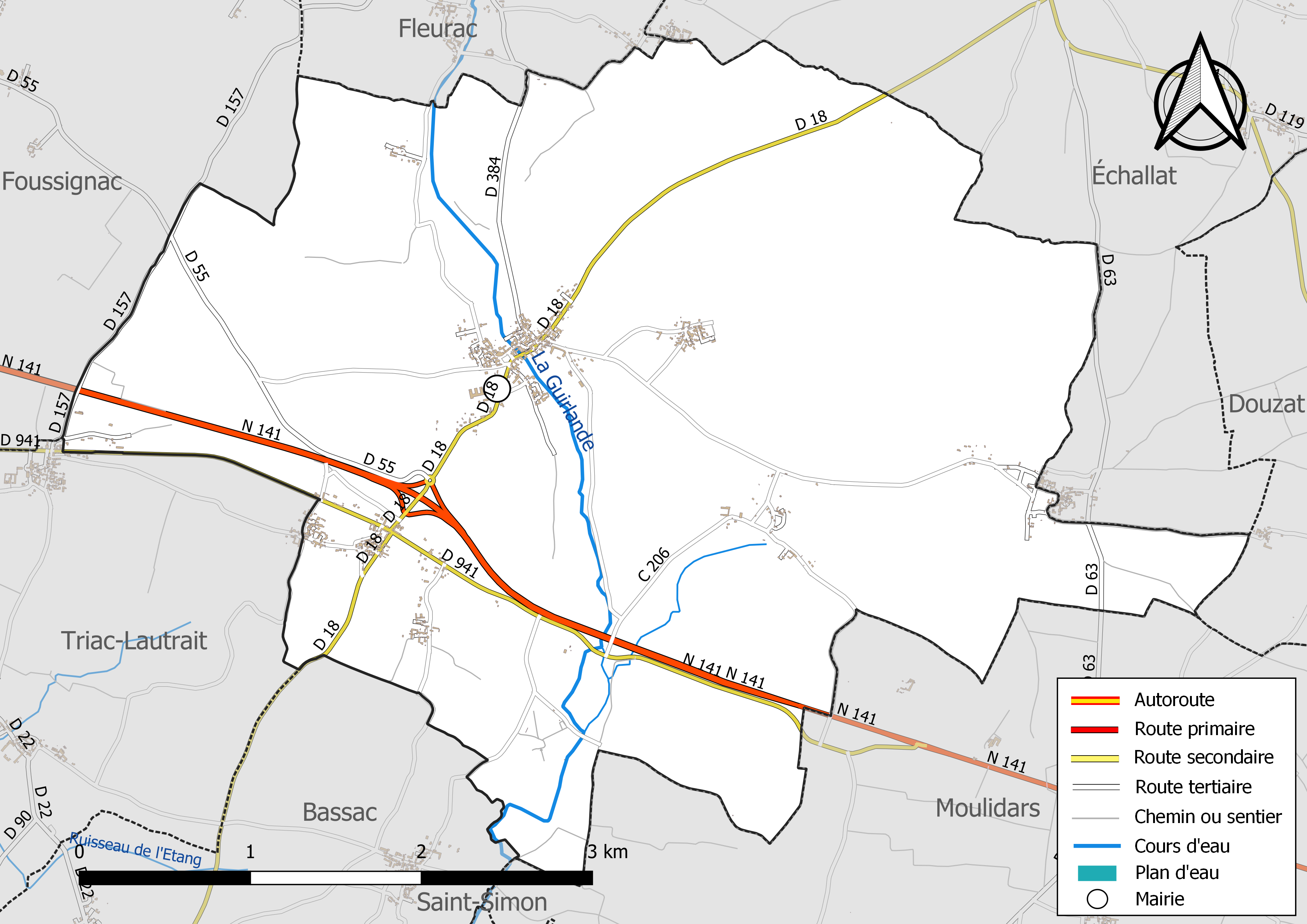
Réseaux hydrographique et routier de Mérignac.

La commune est située dans le bassin versant de la Charente au sein du Bassin Adour-Garonne. Elle est drainée par la Guirlande et par un petit cours d'eau, qui constituent un réseau hydrographique de 7 km de longueur totale,.
La commune est parcourue du nord au sud, par le ruisseau la Guirlande, qui arrose le bourg de Mérignac, affluent de la Charente à Bassac.

#### Gestion des eaux
Le territoire communal est couvert par le schéma d'aménagement et de gestion des eaux (SAGE) « Charente ». Ce document de planification, dont le territoire correspond au bassin de la Charente, d'une superficie de 9 300 km2, a été approuvé le 19 novembre 2019. La structure porteuse de l'élaboration et de la mise en œuvre est l'établissement public territorial de bassin Charente. Il définit sur son territoire les objectifs généraux d’utilisation, de mise en valeur et de protection quantitative et qualitative des ressources en eau superficielle et souterraine, en respect des objectifs de qualité définis dans le troisième SDAGE  du Bassin Adour-Garonne qui couvre la période 2022-2027, approuvé le 10 mars 2022.

### Climat
Comme dans les trois quarts sud et ouest du département, le climat est océanique aquitain.

## Urbanisme

### Typologie
Au 1er janvier 2024, Mérignac est catégorisée commune rurale à habitat dispersé, selon la nouvelle grille communale de densité à 7 niveaux définie par l'Insee en 2022.
Elle est située hors unité urbaine et hors attraction des villes,.

### Occupation des sols
L'occupation des sols de la commune, telle qu'elle ressort de la base de données européenne d’occupation biophysique des sols Corine Land Cover (CLC), est marquée par l'importance des territoires agricoles (95,6 % en 2018), en diminution par rapport à 1990 (96,6 %). La répartition détaillée en 2018 est la suivante : 
cultures permanentes (58,5 %), zones agricoles hétérogènes (21,5 %), terres arables (12,5 %), prairies (3,2 %), zones urbanisées (2,3 %), forêts (2,1 %). L'évolution de l’occupation des sols de la commune et de ses infrastructures peut être observée sur les différentes représentations cartographiques du territoire : la carte de Cassini (XVIIIe siècle), la carte d'état-major (1820-1866) et les cartes ou photos aériennes de l'IGN pour la période actuelle (1950 à aujourd'hui).

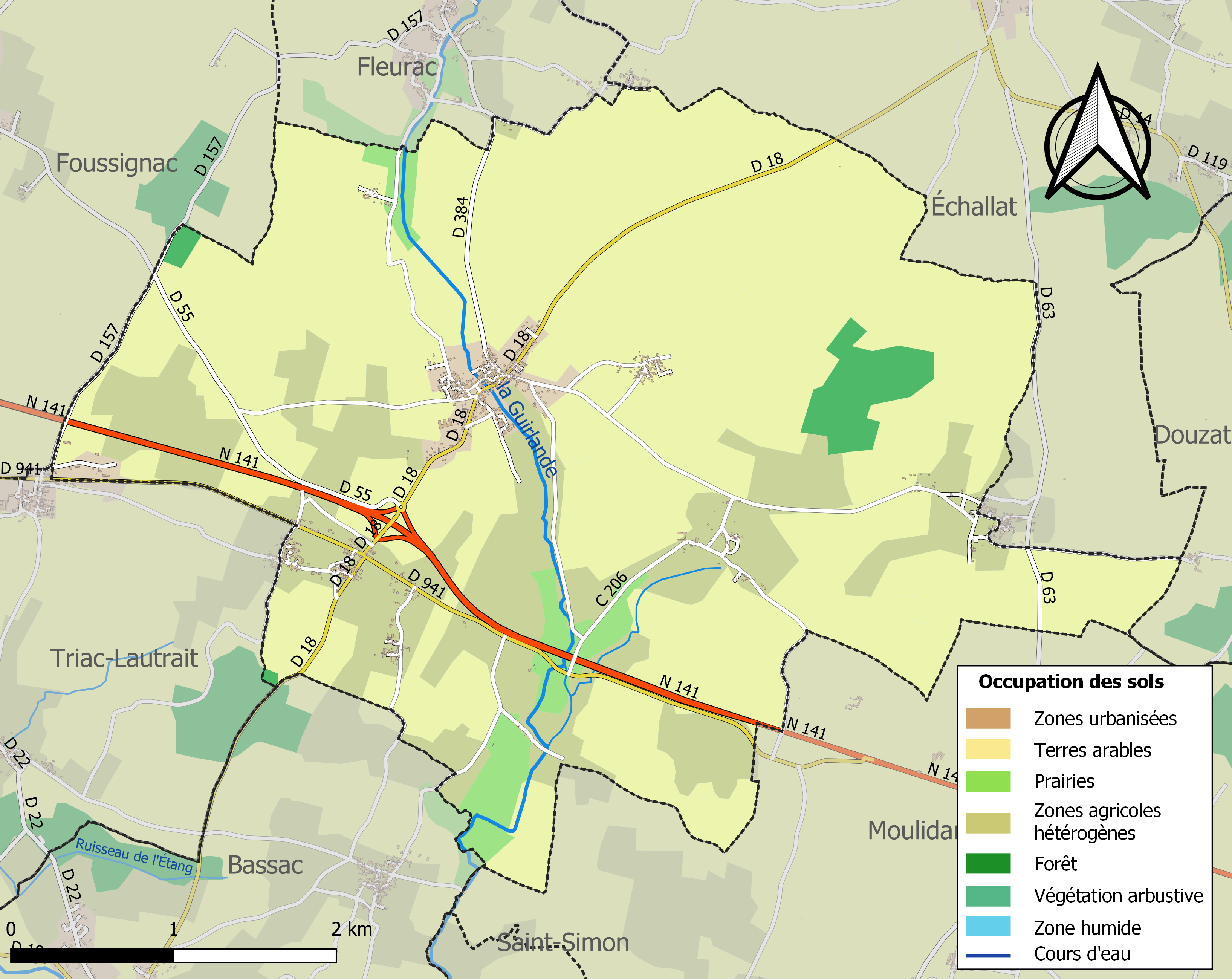
Carte des infrastructures et de l'occupation des sols de la commune en 2018 (CLC).

### Risques majeurs
Le territoire de la commune de Mérignac est vulnérable à différents aléas naturels : météorologiques (tempête, orage, neige, grand froid, canicule ou sécheresse) et séisme (sismicité modérée). Il est également exposé à un risque technologique, le transport de matières dangereuses. Un site publié par le BRGM permet d'évaluer simplement et rapidement les risques d'un bien localisé soit par son adresse soit par le numéro de sa parcelle.

#### Risques naturels

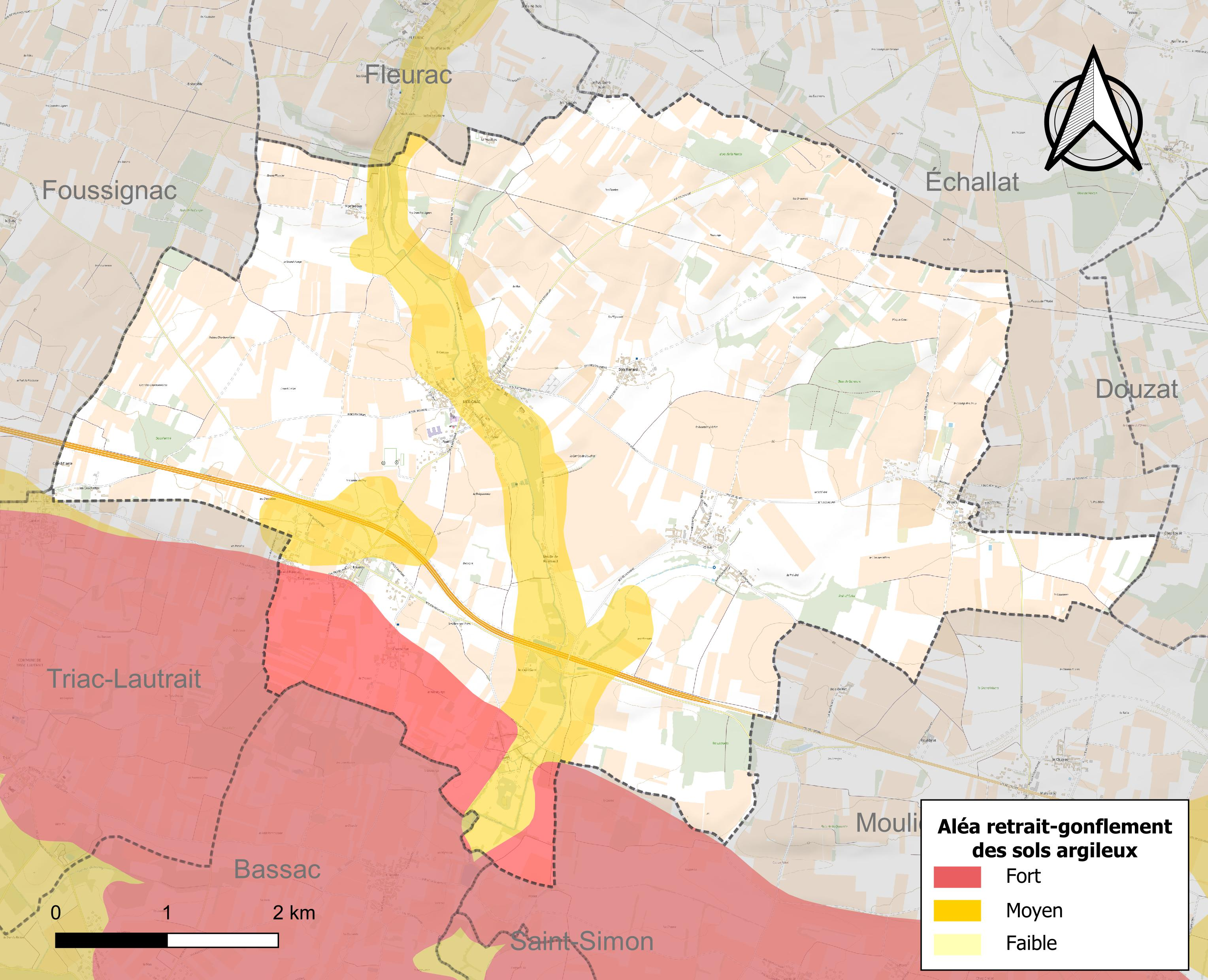
Carte des zones d'aléa retrait-gonflement des sols argileux de Mérignac.

Le retrait-gonflement des sols argileux est susceptible d'engendrer des dommages importants aux bâtiments en cas d’alternance de périodes de sécheresse et de pluie. 19,2 % de la superficie communale est en aléa moyen ou fort (67,4 % au niveau départemental et 48,5 % au niveau national). Sur les 401 bâtiments dénombrés sur la commune en 2019, 153 sont en aléa moyen ou fort, soit 38 %, à comparer aux 81 % au niveau départemental et 54 % au niveau national. Une cartographie de l'exposition du territoire national au retrait gonflement des sols argileux est disponible sur le site du BRGM,.
Par ailleurs, afin de mieux appréhender le risque d’affaissement de terrain, l'inventaire national des cavités souterraines permet de localiser celles situées sur la commune.
La commune a été reconnue en état de catastrophe naturelle au titre des dommages causés par les inondations et coulées de boue survenues en 1982, 1987 et 1999. Concernant les mouvements de terrains, la commune a été reconnue en état de catastrophe naturelle au titre des dommages causés par la sécheresse en 2003 et par des mouvements de terrain en 1999.

#### Risques technologiques
Le risque de transport de matières dangereuses sur la commune est lié à sa traversée par une ou des infrastructures routières ou ferroviaires importantes ou la présence d'une canalisation de transport d'hydrocarbures. Un accident se produisant sur de telles infrastructures est susceptible d’avoir des effets graves sur les biens, les personnes ou l'environnement, selon la nature du matériau transporté. Des dispositions d’urbanisme peuvent être préconisées en conséquence.

## Toponymie
Le nom est attesté sous les formes anciennes Matriniaco, Meyrinhac, Merinhac, Merignaco en 1405.
Le second élément est le suffixe gallo-roman *-ACU. Le premier élément semble être le nom de personne gallo-roman Matrinius, comme l'indiquent clairement les formes anciennes des autres Mérignac (cf. Gironde, Mairinaco 1102), avec une graphie occitane Mayrinhac-Lentour (Lot, Madriniacum 930) et les formes d'oïl comme Margny-les-Compiègne (Oise, Matriniacus 917) et Margny-sur-Matz (Oise, Matriniaco 917).
L'évolution phonétique est parallèle à celle du latin mater « mère », à la base du surnom Matrinius, attesté en français sous les formes medre au Xe siècle et madre au XIe siècle, etc. Occitan maire [maʲre].

## Histoire
Un fossé circulaire double, d'origine protohistorique, est situé juste à l'ouest du village de Mérignac.
Selon Auguste Lièvre, le ruisseau de la Guirlande s'appelait autrefois l'Aigurande, nom qui comme Ingrandes dans le Poitou marque la limite entre deux anciennes provinces. En effet, ce ruisseau marque encore la limite entre les diocèses de Saintes et d'Angoulême, correspondant aux territoires des anciennes cités gallo-romaines, et sans doute auparavant des peuples gaulois des Santons et de celui resté anonyme occupant l'Angoumois. L'ancienne forêt de Marange marquait aussi cette limite.
On voit encore, au bourg de Mérignac, un ancien logis. C'était le siège d'une seigneurie qui, au XVIe siècle, appartenait à la famille de Livenne. En 1661, Marie de Livenne épousa son cousin, Louis de Sainte-Hermine, sieur de Chenon et lui porta la seigneurie de Mérignac en dot. Les Saint-Hermine conservèrent Mérignac jusqu'à la Révolution. Le dernier représentant de cette branche, René-Louis de Saint-Hermine, mourut à Londres pendant « l'émigration ».
Au hameau de Villars-Marange, on remarque un logis de la période Renaissance, dont le propriétaire était, au XVIe siècle, Girard Dussault, écuyer et seigneur de Birac et de Villars, qui épousa Claire Méhée, fille de François Méhée et de Claire de la Guirande en 1556. La famille Dussault conserva Villars jusque vers le milieu du XVIIe siècle. À cette époque, le logis fut acquis par la famille de La Charlonnie. Au XIXe siècle, il passa entre les mains de M. Prévost du Las, qui avait épousé une demoiselle de La Charlonnie, ce dernier l'a vendu dans le dernier quart du XIXe siècle.
Le logis de la Font était au début du XVIIe siècle une maison forte protégée par des fossés et un pont-levis. Ce logis formait une dépendance de la seigneurie de Hautemoure à Saint-Simon et relevait de l'abbaye de Bassac.
Il fut acquis, au XVIIe siècle, par François Aigron de Combizan, vice sénéchal d'Aunis, Saintonge et Angoumois, dont la fille, Françoise, épousa, le 27 août 1647, Louis Bernard, écuyer, conseiller du roi et lieutenant particulier au présidial d'Angoulême,.
Par contrat du 5 mars 1715, les héritiers de Louis Bernard vendirent La Font à Pierre Navarre, sieur de Boisderet, maître de poste à Villars-Marange, qui ne conserva pas longtemps cette terre : il la revendit dès le 5 août 1718 à Jean Fé de Ségeville, écuyer, conseiller du roi et lieutenant général au siège de Cognac.
La petite-fille de ce dernier, Louise Marie-Anne Catherine Fé, épousa le 10 août 1773, Jean Philippe André Guillet des Fontenelles, dont la fille Marie Marguerite se maria avec M. Robin de Cognac.
Bourras, sur la route nationale, était, avant l'arrivée du chemin de fer d'Angoulême à Saintes, un relais de poste important.

### Route de la Poste

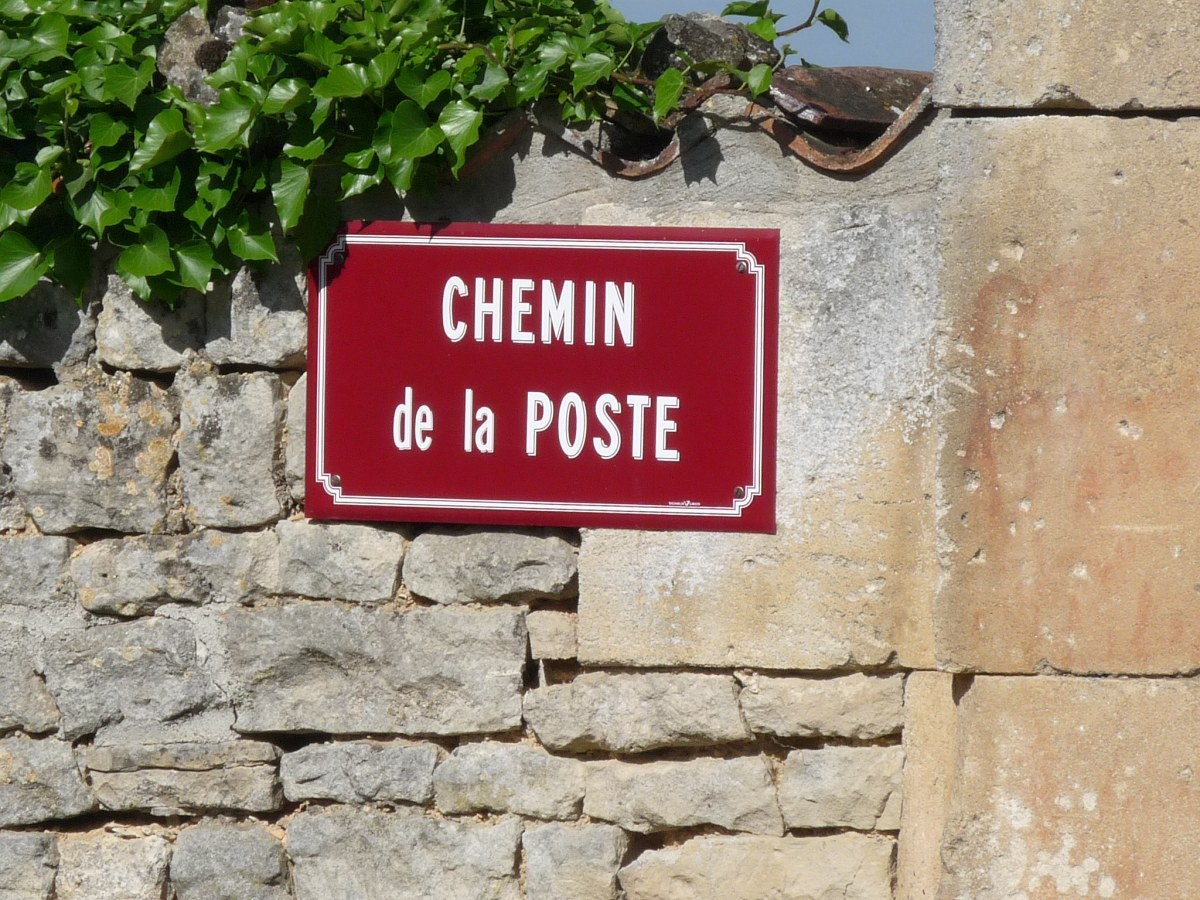
Chemin de la Poste près du château de Villars.

Le hameau de Villars était aussi situé avant le XVIIIe siècle sur l'ancienne route de la Poste entre Paris et Bordeaux, directe entre Chaunay et Barbezieux par Villefagnan, Aigre, Moulidars et Châteauneuf, avant que celle-ci ne soit déviée pour desservir Angoulême par Turgot, intendant de la généralité de Limoges,,,.
Il y avait un relais de poste, situé au sud du hameau près de la limite communale avec Moulidars, mentionné Poste de Villars sur la carte de Cassini, aujourd'hui totalement disparu.

## Politique et administration
| Période                                  | Période  | Identité                    | Étiquette | Qualité     |
| ---------------------------------------- | -------- | --------------------------- | --------- | ----------- |
| Les données manquantes sont à compléter. |          |                             |           |             |
| 1792                                     | 1993     | Jean Melier                 |           |             |
| 1793                                     | 1794     | Jean Compte                 |           |             |
| 1794                                     | 1797     | C. Souillard                |           |             |
| 1797                                     | 1799     | François Martin             |           |             |
| 1799                                     | 1803     | Jean Tallon-Larente         |           |             |
| 1803                                     | 1804     | Matignon                    |           |             |
| Les données manquantes sont à compléter. |          |                             |           |             |
| 1808                                     | 1816     | Jean Gentis                 |           |             |
| 1816                                     | 1830     | Jean François La Charlonnie |           |             |
| 1830                                     | 1838     | Lafont                      |           |             |
| 1838                                     | 1849     | Pierre Matignon             |           |             |
| 1849                                     | 1860     | Louis Guillot               |           |             |
| 1861                                     | 1871     | Jean Bussac                 |           |             |
| 1871                                     | 1875     | Pierre Jules Gentil         |           |             |
| 1875                                     | 1878     | Lucien Texier               |           |             |
| 1878                                     | 1911     | Léon Bussac                 |           |             |
| 1911                                     | 1925     | Félix Cochet                |           |             |
| 1925                                     | 1955     | Maurice Sabouraud           |           |             |
| 1955                                     | 1981     | Maurice Lapeyronnie         | SE        |             |
| 1981                                     | 1989     | Georges Virollaud           | SE        |             |
| 1989                                     | 1995     | Henri Chambaud              | SE        | Viticulteur |
| 1995                                     | 2014     | Guy Rougier                 | SE        | Viticulteur |
| 2014                                     | En cours | Jean-Christophe Cor         | SE        | Viticulteur |

### Fiscalité
La fiscalité en 2007 est d'un taux de 21,53 % sur le bâti, 40,61 % sur le non bâti, et 9,33 %  pour la taxe d'habitation.
La communauté de communes de Jarnac prélève la taxe professionnelle au taux 10,26 %.

## Démographie

### Évolution démographique
L'évolution du nombre d'habitants est connue à travers les recensements de la population effectués dans la commune depuis 1793. Pour les communes de moins de 10 000 habitants, une enquête de recensement portant sur toute la population est réalisée tous les cinq ans, les populations de référence des années intermédiaires étant quant à elles estimées par interpolation ou extrapolation. Pour la commune, le premier recensement exhaustif entrant dans le cadre du nouveau dispositif a été réalisé en 2006.

En 2022, la commune comptait 812 habitants, en évolution de +6,84 % par rapport à 2016 (Charente : −0,48 %, France hors Mayotte : +2,11 %).
| 1793  | 1800  | 1806  | 1821  | 1831  | 1841  | 1846  | 1851  | 1856  |
| ----- | ----- | ----- | ----- | ----- | ----- | ----- | ----- | ----- |
| 1 111 | 1 290 | 1 297 | 1 385 | 1 302 | 1 221 | 1 290 | 1 249 | 1 309 |

| 1861  | 1866  | 1872  | 1876  | 1881  | 1886  | 1891 | 1896 | 1901 |
| ----- | ----- | ----- | ----- | ----- | ----- | ---- | ---- | ---- |
| 1 332 | 1 314 | 1 212 | 1 133 | 1 088 | 1 008 | 938  | 860  | 859  |

| 1906 | 1911 | 1921 | 1926 | 1931 | 1936 | 1946 | 1954 | 1962 |
| ---- | ---- | ---- | ---- | ---- | ---- | ---- | ---- | ---- |
| 843  | 847  | 832  | 828  | 830  | 844  | 735  | 783  | 763  |

| 1968 | 1975 | 1982 | 1990 | 1999 | 2006 | 2011 | 2016 | 2021 |
| ---- | ---- | ---- | ---- | ---- | ---- | ---- | ---- | ---- |
| 747  | 806  | 728  | 751  | 717  | 691  | 738  | 760  | 822  |

| 2022 | - | - | - | - | - | - | - | - |
| ---- | - | - | - | - | - | - | - | - |
| 812  | - | - | - | - | - | - | - | - |

### Pyramide des âges
La population de la commune est relativement âgée.
En 2018, le taux de personnes d'un âge inférieur à 30 ans s'élève à 25,1 %, soit en dessous de la moyenne départementale (30,2 %). À l'inverse, le taux de personnes d'âge supérieur à 60 ans est de 39,4 % la même année, alors qu'il est de 32,3 % au niveau départemental.
En 2018, la commune comptait 414 hommes pour 428 femmes, soit un taux de 50,83 % de femmes, légèrement inférieur au taux départemental (51,59 %).
Les pyramides des âges de la commune et du département s'établissent comme suit.
| Hommes | Classe d’âge | Femmes |
| ------ | ------------ | ------ |
| 5,5    | 90 ou +      | 6,8    |
| 11,8   | 75-89 ans    | 15,2   |
| 19,1   | 60-74 ans    | 20,3   |
| 17,6   | 45-59 ans    | 17,8   |
| 17,7   | 30-44 ans    | 17,9   |
| 10,9   | 15-29 ans    | 8,7    |
| 17,3   | 0-14 ans     | 13,4   |

| Hommes | Classe d’âge | Femmes |
| ------ | ------------ | ------ |
| 1      | 90 ou +      | 2,7    |
| 9,2    | 75-89 ans    | 12     |
| 20,6   | 60-74 ans    | 21,3   |
| 20,7   | 45-59 ans    | 20,3   |
| 16,8   | 30-44 ans    | 16     |
| 15,6   | 15-29 ans    | 13,4   |
| 16,1   | 0-14 ans     | 14,3   |

## Équipements, services et vie locale

### Enseignement
Mérignac possède une école primaire publique comprenant trois classes (une maternelle, deux élémentaires). Le secteur du collège est Jarnac.

## Culture locale et patrimoine

### Lieux et monuments

#### Patrimoine religieux
L'église paroissiale Saint-Pierre, ancienne dépendance du chapitre cathédral, n'est datée par aucun texte. Elle a été remaniée à des époques diverses. La partie ancienne de l'église, à décor géométrique, a été édifiée au cours du troisième quart du XIIe siècle. Diverses additions et restaurations ont été menées en 1578, 1644 et 1734.
La nef est voûtée d'ogives à trois travées égales qui auraient été rehaussées en 1733-1734. La quatrième travée, beaucoup plus longue, a une voûte sensiblement de même date. On y remarque les restes de deux colonnes romanes et leurs chapiteaux sculptés. Toute la partie est de l'édifice date de 1578. Les travées de la nef ont des fenêtres à colonnettes et chapiteaux en forme de télescope sur les deux faces. Le chœur carré, en ogives, est éclairé à l'est par une fenêtre à réseau flamboyant. Au sud, a été construite une petite chapelle voûtée en berceau et au nord, le rez-de-chaussée du clocher forme le bras de transept. Il est surmonté d'une coupole sur pendentifs. La façade est très déformée par deux contreforts obliques appliqués sur ses angles au XVIe siècle. Le chevet est surmonté d'un pignon.
Le clocher rectangulaire a un premier étage dont les baies gothiques ont été bouchées et un second à trois baies jumelles dont celle du centre est plus large. Cet étage a été ajouté au XVIIIe siècle,.
L'église est inscrite monument historique depuis 1925.

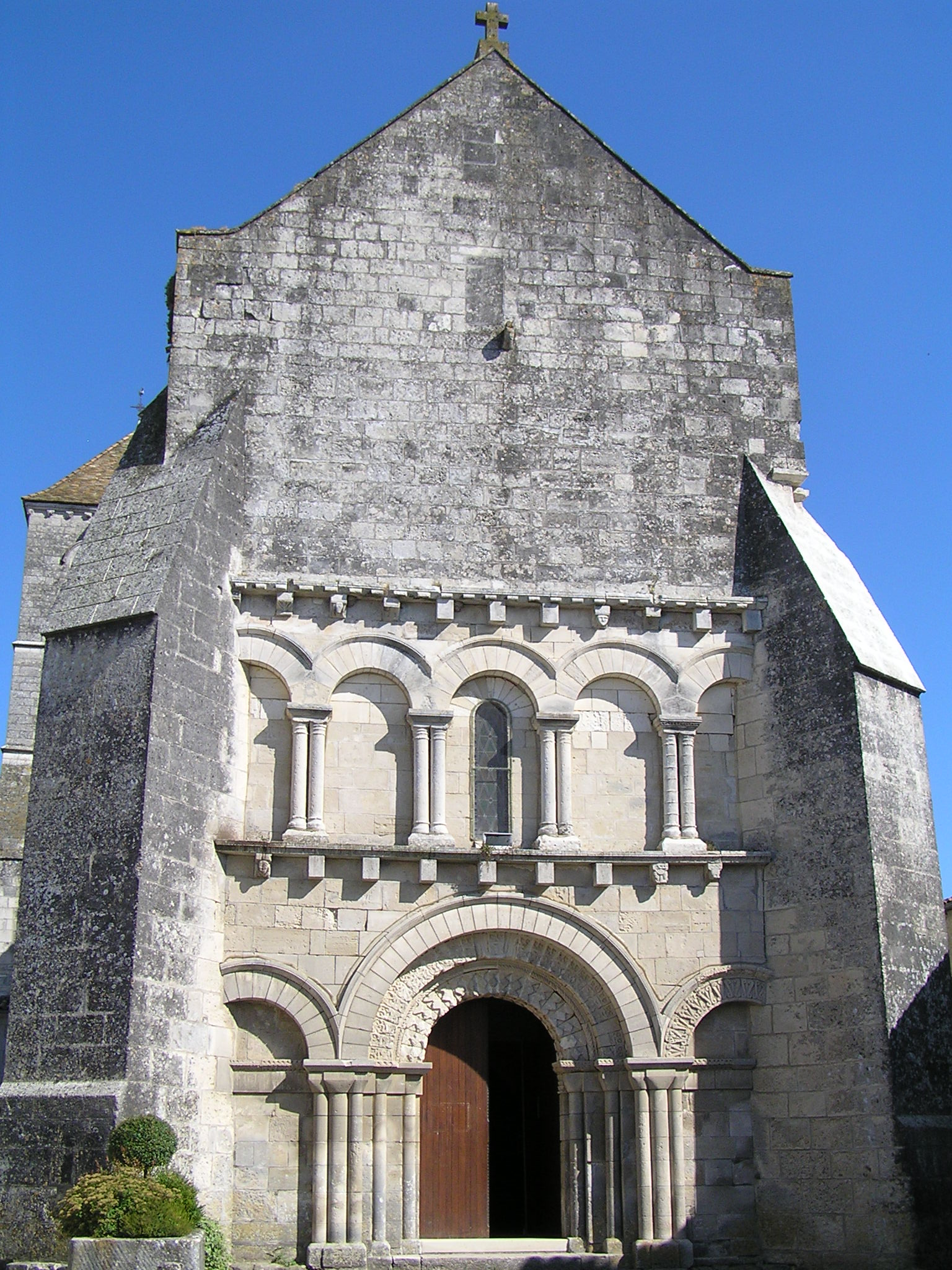
L'église.
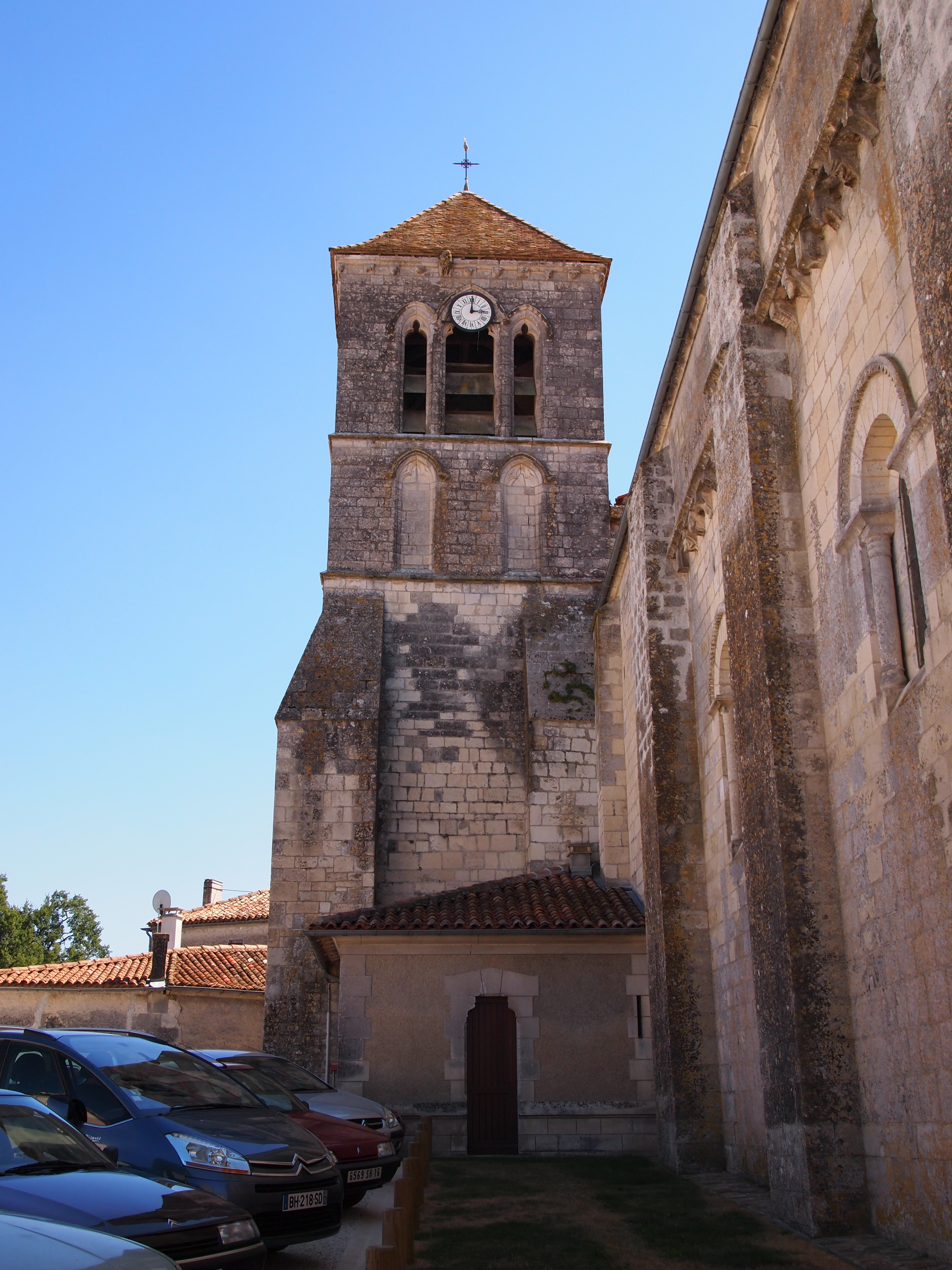
Vue de côté.

#### Patrimoine civil

##### Château de Villars
Le château de Villars, appelé aussi de Villars-Marange, présente un châtelet d'entrée du XVe siècle et un logis en retour d'équerre du XVIIe siècle. Le corps de logis le plus ancien comporte une bretèche et des fenêtres ornées de pinacles du XVIe siècle,. Il est inscrit monument historique depuis le 7 mars 2007.

##### Château de Mérignac
Le château de Mérignac, qui a appartenu à la famille de Livenne, a été bâti au XVIe siècle. Il a passé par mariage en 1661 aux Sainte-Hermine qui le conservèrent jusqu'à la Révolution, puis fut acquis en 1834 par la famille Sabouraud. Il a été remanié au fil des siècles et forme désormais un corps de logis rectangulaire à un étage couvert de tuiles plates et encadré de quatre tours rondes. Il est ouvert sur une terrasse côté jardin,.

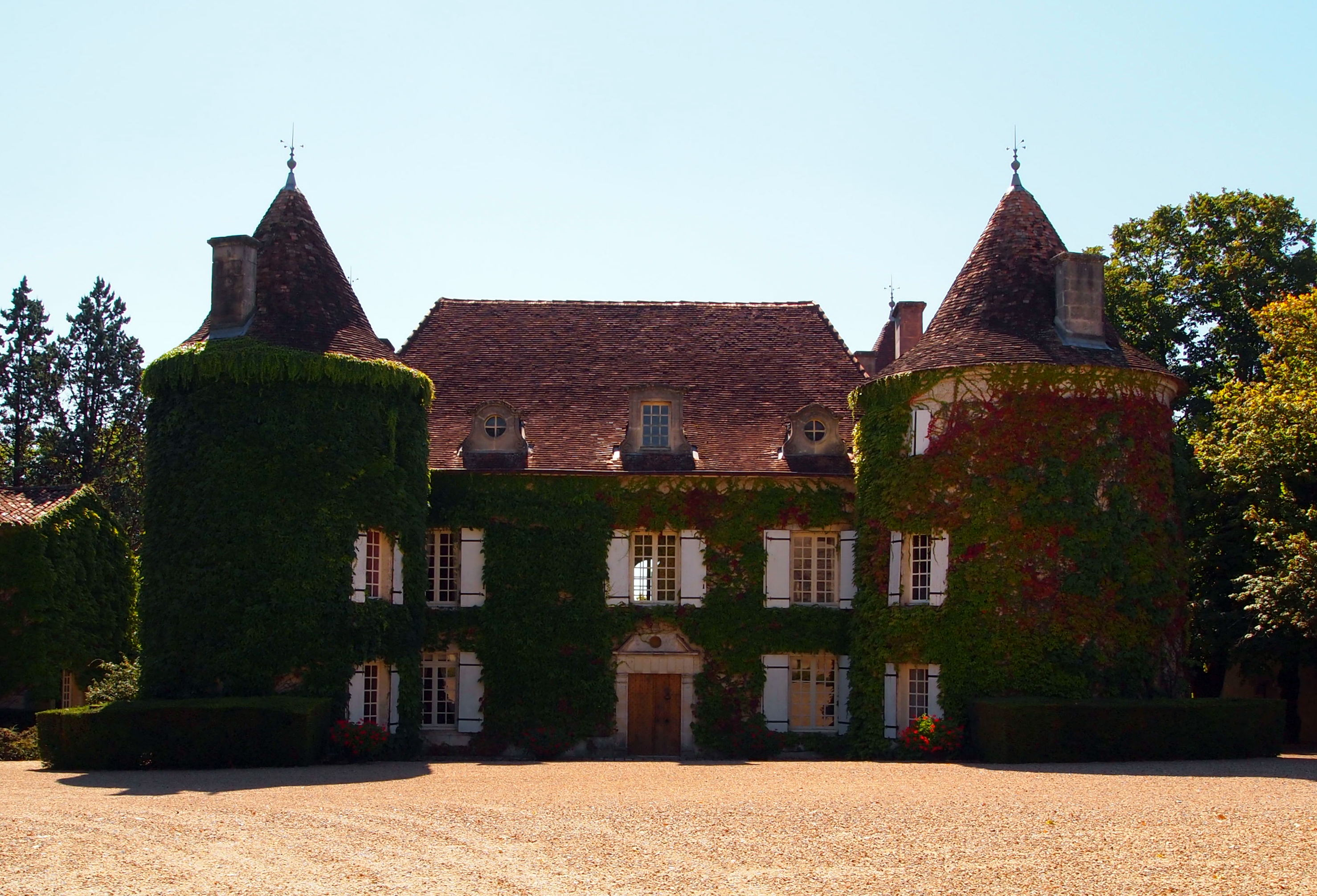
Château de Mérignac.

##### Logis de Lafont
Le logis de Lafont (ou la Font), situé au sud de la commune, a été reconstruit au XIXe siècle et seuls les fossés en eau datent du XVIIe siècle.

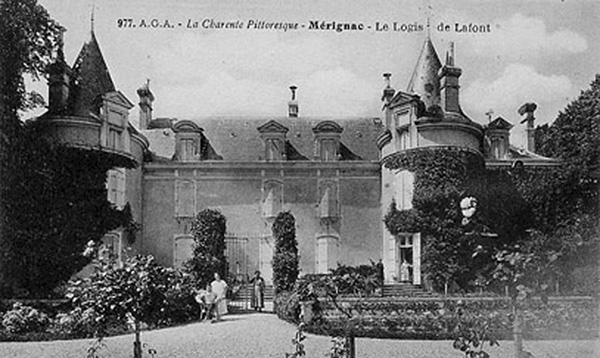
Logis de Lafont.

##### Fermes et maisons
Les maisons charentaises typiques sont nombreuses le long de la route du cognac.

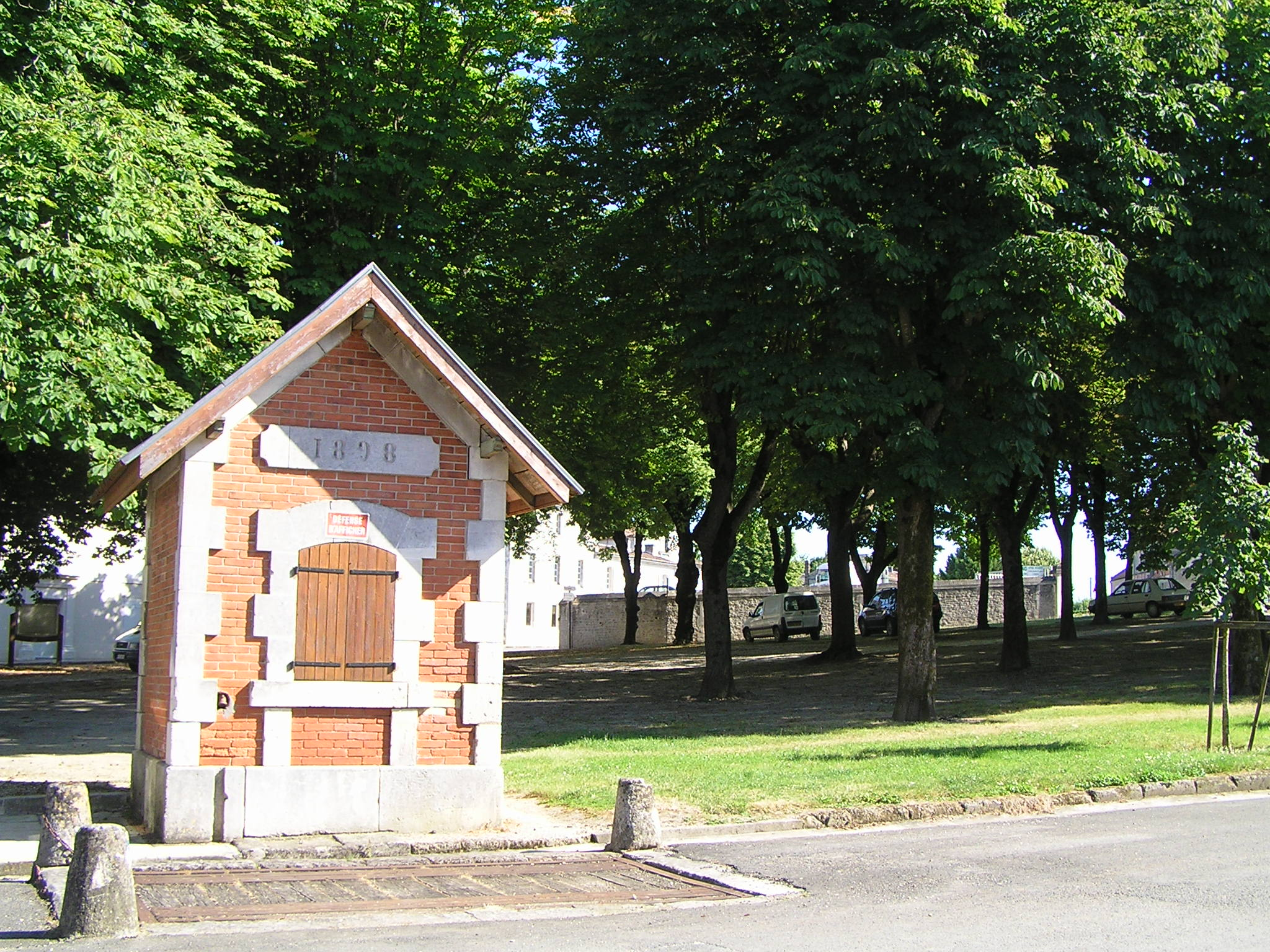
Poids public.
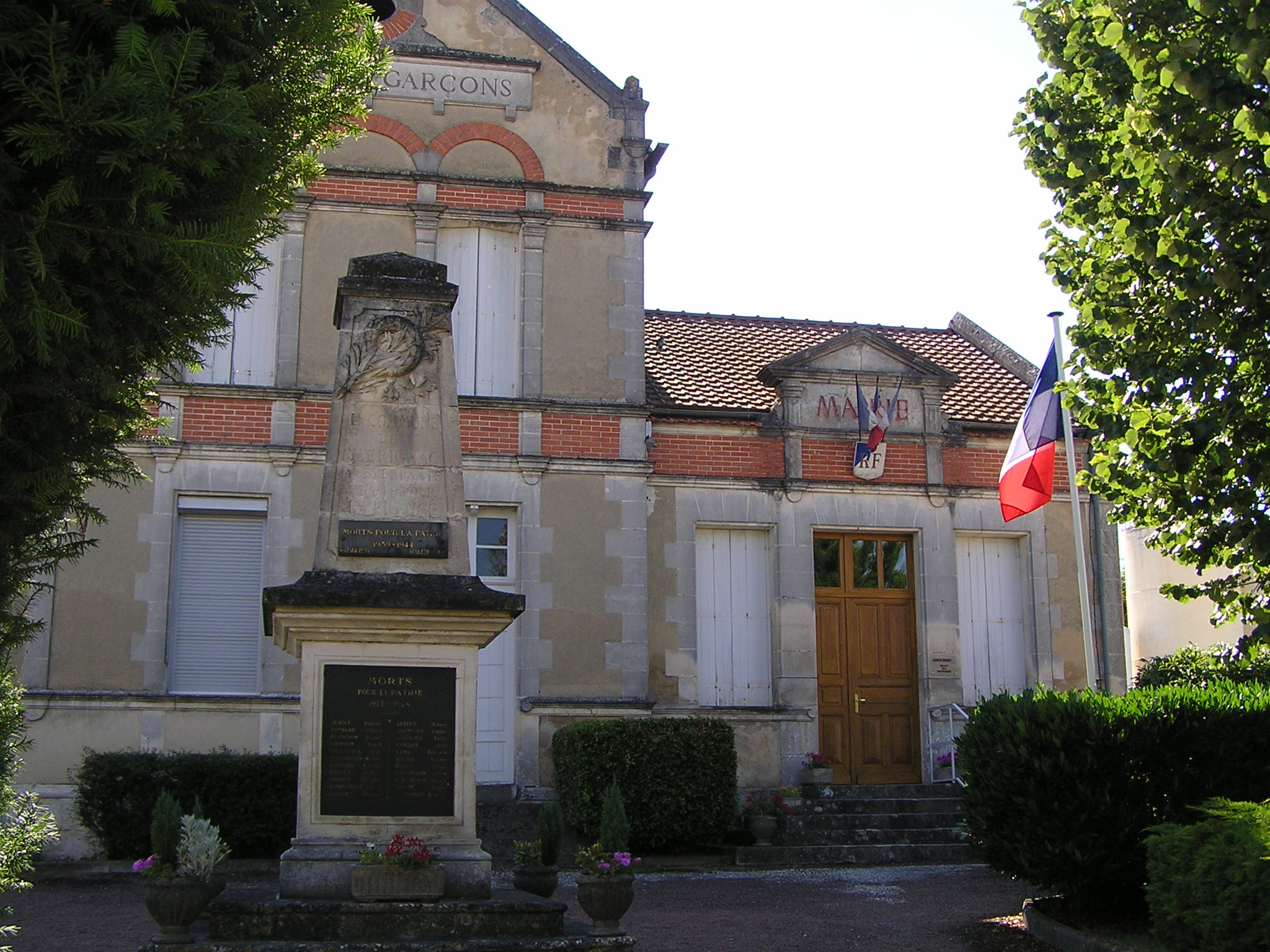
Monument aux morts.
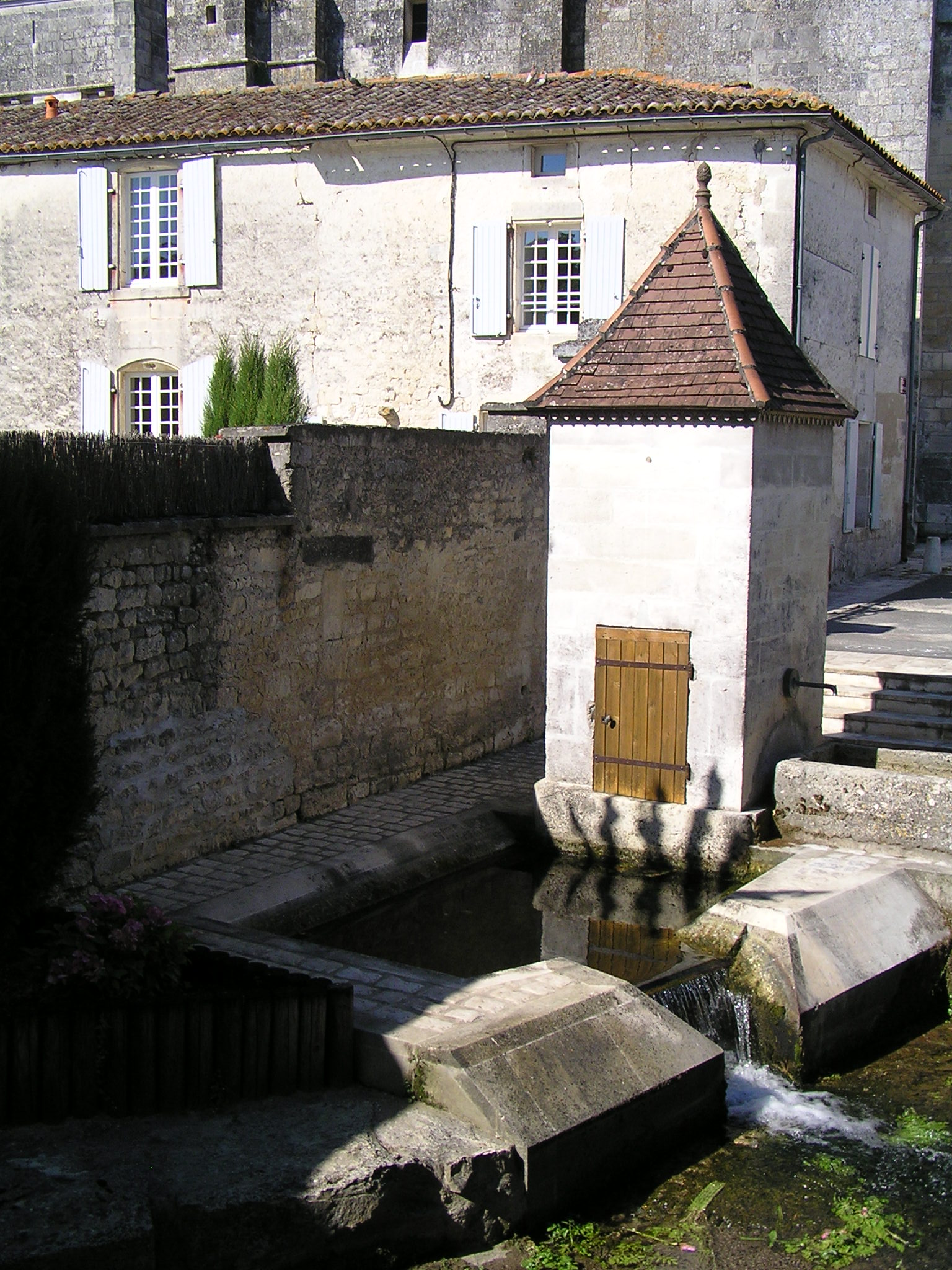
Fontaine.
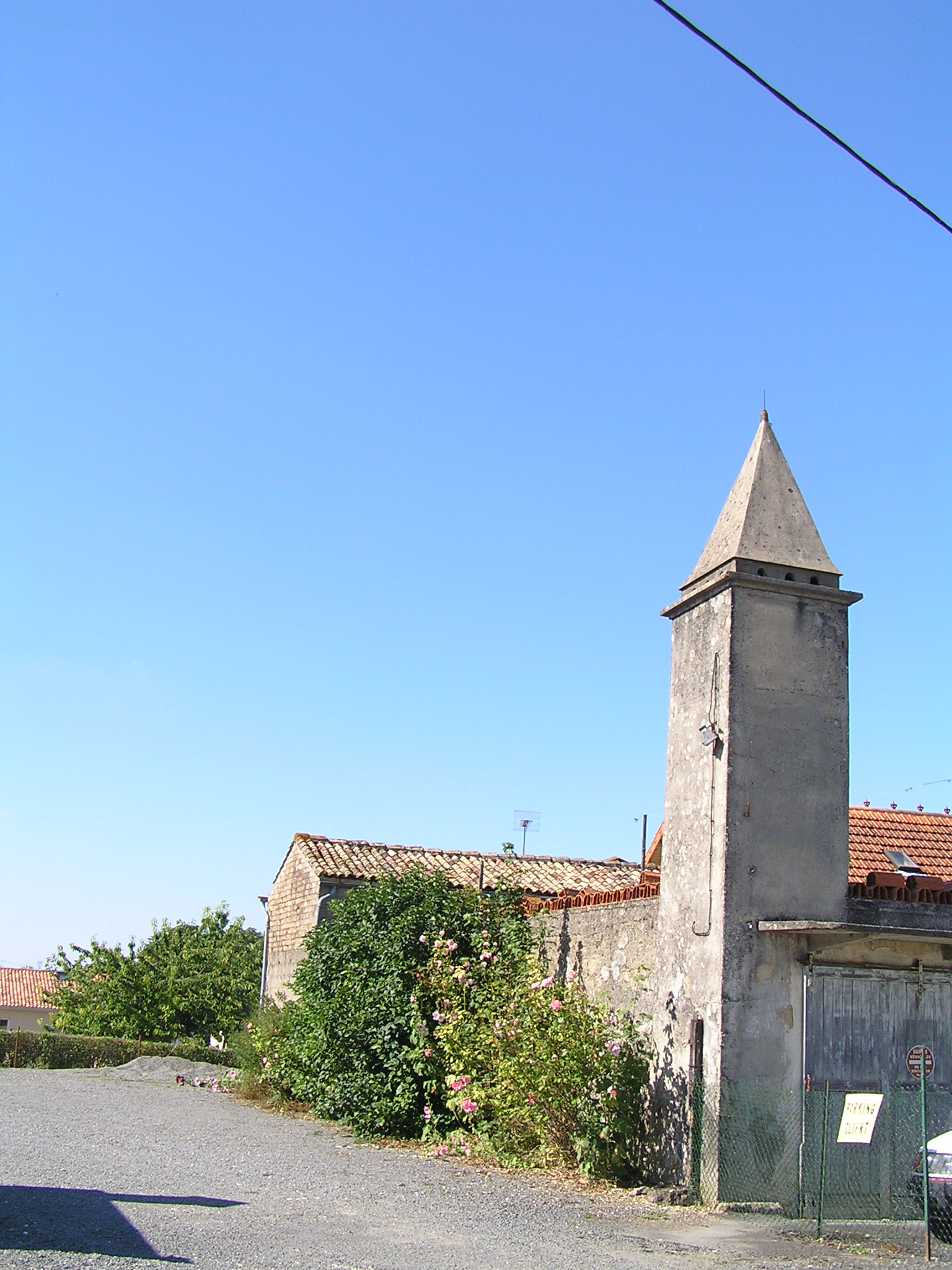
Pigeonnier.

## Personnalités liées à la commune
- Michel Marvaud-Baudet (1743-1820), homme politique français, mort à Mérignac.

## Héraldique
|  | Les armoiries de Mérignac se blasonnent ainsi : Tranché : au 1er d'azur à l'écusson losangé d'or et de gueules, au 2e de gueules à l'écusson cousu d'azur chargé d'une mitre d'argent accompagnée de trois fleurs de lis d'or, au filet ondé en bande d'argent brochant sur la partition. |